# اغتيال طلعت باشا
في 15 مارس 1921، اغتال الطالب الأرمني سوغومون تهليريان طلعت باشا (الصدر الأعظم السابق للإمبراطورية العثمانية والمهندس الرئيسي للإبادة الجماعية للأرمن) في برلين، برر تهليريان فعتله أثناء المحاكمة قائلا: لقد قتلت رجلاً، لكنني لست قاتلاً". برأته هيئة المحلفين بعد ذلك.
قدم تهليريان من إرزينجان في الإمبراطورية العثمانية لكنه انتقل إلى صربيا قبل الحرب. خدم في الوحدات التطوعية الأرمنية التابعة للجيش الروسي وفقد معظم أفراد عائلته في الإبادة الجماعية. قرر الانتقام، فاغتال هاروتيون مجرديتشيان الذي ساعد الشرطة السرية العثمانية في القسطنطينية. انضم تهليريان إلى (عملية العدو) وهو برنامج سري نفذه داشناكتسوتيون (الاتحاد الثوري الأرمني)؛ تم اختياره لمهمة اغتيال طلعت بسبب نجاحاته السابقة. كان طلعت قد أدين بالفعل وحكم عليه بالإعدام من قبل محكمة عسكرية عثمانية، لكنه كان يعيش في برلين بإذن من حكومة ألمانيا. حضر جنازة طلعت العديد من الألمان البارزين. وأرسلت وزارة الخارجية الألمانية إكليلاً من الزهور مكتوباً عليه "إلى رجل دولة عظيم وصديق مخلص".
عُقدت محاكمة تهليريان في الفترة من 2 إلى 3 يونيو 1921، وكانت استراتيجية الدفاع هي محاكمة طلعت بتهمة الإبادة الجماعية للأرمن. استمعت المحكمة إلى أدلة واسعة النطاق على الإبادة الجماعية، مما جعلها واحدة من أكثر المحاكمات إثارة في القرن العشرين وفقًا لستيفان إيريج. ادعى تهليريان أنه تصرف بمفرده وأن القتل لم يكن مع سبق الإصرار، وروى قصة درامية وواقعية لكنها غير حقيقية عن نجاته من الإبادة الجماعية وشهد مقتل أفراد عائلته. غطت وسائل الإعلام الدولية المحاكمة على نطاق واسع، وسلطت الضوء على الإبادة الجماعية للأرمن. لاقت تبرئة تهليريان ردود فعل إيجابية في الغالب.
يعتبر كل من طلعت وتهلريان بطلين في نظر شعوبهما. يشير المؤرخ ألب ينين إلى هذه العلاقة باسم "مجمع طلعت-تهليريان". دُفن طلعت في ألمانيا، لكن تركيا استعادت رفاته عام 1943 وأقامت له جنازة رسمية. قرأ المحامي اليهودي البولندي رافائيل ليمكين عن المحاكمة في الأخبار وكان مصدر إلهام له لتصور جريمة الإبادة الجماعية في القانون الدولي.